# Annular bearing engineer council
 (octobre 2024).
Si vous disposez d'ouvrages ou d'articles de référence ou si vous connaissez des sites web de qualité traitant du thème abordé ici, merci de compléter l'article en donnant les références utiles à sa vérifiabilité et en les liant à la section « Notes et références ».
 (octobre 2024).
Annular Bearing Engineer Council (ABEC) est une norme américaine qui mesure la cote de tolérance des roulements à billes.

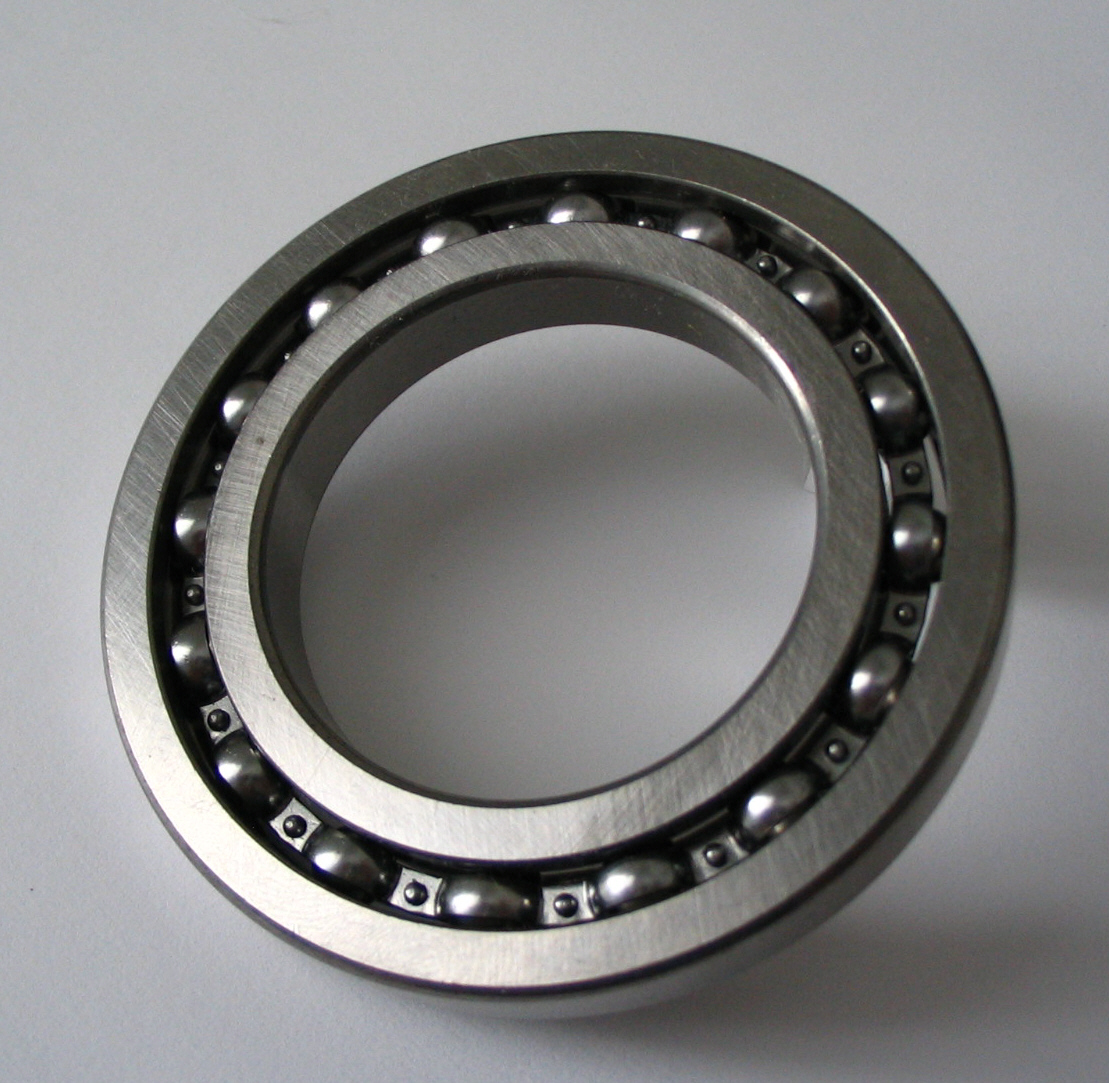
Roulement à billes

Elle est notée par des nombres impairs, les plus faibles étant de plus faible qualité de roulage. Ainsi les roulements ABEC 1 sont de moins bonne qualité que les ABEC 3, eux-mêmes de qualité inférieure aux ABEC 5.
Les skateboards de basse qualité sont montés sur des bases de roulement aux normes ABEC 1 ; les skateboards montés avec des roulements ABEC 3 sont de qualité intermédiaire, voire de bonne qualité ; les matériels de haute qualité sont généralement montés avec des roulements aux normes ABEC 5, certains utilisateurs allant jusqu'à utiliser des roulements ABEC 9.
Il faut savoir que pour le skateboard ou le roller, les ABEC 1 restent donc des roulements bas de gamme, les ABEC 3 sont surtout fait pour les chocs car ils sont plus résistants que rapides, les ABEC 5 sont un bon compromis mais peuvent se casser plus rapidement, et enfin les ABEC 7 sont surtout utilisés pour les longboards et les cruisers du fait de leur vitesse. Ces dernières années[Quand ?] le problème de la résistance a été résolu (plus aucun roulement ne casse à présent).
Cette notation est très connue parmi les pratiquants du roller et du skateboard, mais peu contrôlée du côté des fabricants.
La norme ABEC fut créée [Quand ?] par l’American Bearing Manufacturers Association (ABMA) et est acceptée par l'American National Standards Institute (ANSI). Elle est sujette à controverse, car elle ne prend en compte que la précision de fabrication des billes, et laisse de côté d'autres facteurs d'importance, tels que le matériau de fabrication, etc. Un roulement fabriqué en cochonium peut donc être conforme à la norme ABEC. Elle reste cependant mise en avant par les fabricants, qui ont trouvé en elle une échelle de comparaison plus souple que la norme ISO [réf. nécessaire].
ABEC représente la technologie Commitee[pas clair] de roulement de l'AFBMA (AntiFriction Bearing Manufacture Association). Les classes de tolérance d'ABEC définissent des tolérances pour des dimensions principales des roulements à billes en acier. La balance d'ABEC des classes de tolérance inclut 1, 3, 5, 7, 9 et 11, avec 11 étant la meilleure. Des nombres plus élevés indiquent une conformité plus étroite à certaines dimensions critiques de roulement. Les roulements construits dans des marges plus serrées de tolérance fournissent une plus grande exactitude de rotation d'axe et contribuent à des possibilités plus élevées de vitesse. Cependant, l'estimation d'ABEC n'indique pas beaucoup d'autres facteurs critiques, y compris la douceur des surfaces de contact de roulement, de la précision de boule, et de la qualité matérielle.
Les roulements ABEC 13 ont été retirés du marché car trop fragiles.
| ABEC 1       | ABEC 3  | ABEC 5  | ABEC 7  | ABEC 9  | ABEC 11 |
| ISO normal   | ISO 6   | ISO 5   | ISO 4   | ISO 2   | ISO 1   |
| DIN P0       | DIN P6  | DIN P5  | DIN P4  | DIN P2  | DIN P1  |
| AFNOR normal | AFNOR 6 | AFNOR 5 | AFNOR 4 | AFNOR 2 | AFNOR 1 |